# Le Cabinet des Antiques
Le Cabinet des Antiques (em português, O gabinete das antiguidades) é um romance de Honoré de Balzac publicado em 1838 sob o título As rivalidade na província no Le Constituitionl, depois editado em volume por Soiverain. Com La Vieille Fille, essa obra se insere em um grupo isolado, As Rivalidades, das Cenas da vida da provícia da Comédia Humana.
Em O gabinete das antiguidades o autor traça um quadro da velha nobreza da província, arruinada pela Revolução e esquecida pelos Bourbons restaurados. O marquês d'Esgrignon, sua irmã e seus amigos encarnam esse grupo social já representado pelo cavalheiro de Valois em La Vieille Fille. A jovem geração dessa classe, representada pelo filho do marquês, causará sua perda, perdida no turbilhão de Paris onde ela tem uma vida feliz, e se arruina. O gabinete das antiguidades forma um todo com La Vieille Fille, ainda que os nomes dos protagonistas não sejam exatamente os mesmos.
É um verdadeiro romance de aventura, recheado de reviravoltas, com um suspense quase policial criado pelas manobras do jovem d'Esgrignon que comete seus erros e é ameaçado de ir para a cadeia.

## Enredo
A narração é feita parcialmente pelo jornalista e escritor Émile Blondet (que reecontramos em Ilusões Perdidas). O narrador intervém sobretudo para falar dos fatos de que ele foi testemunha, notavelmente de sua grande admiração por Armande d'Esgrignon (Armanda na tradução portuguesa organizada por Paulo Rónai) e do ambiente que reina em uma pequena cidade da província onde vive ainda seu "pai", o íntegro juiz Blondet. Em sua infância, o jovem Blondet (filho ilegítimo de um prefeito) observou com fervor a Senhorita Armanda enquanto ela passeava com seu sobrinho, Victurnien d'Esgrignon (Viturniano}. O filho de rosto de anjo, rodeado de carinho, é órfão de mãe. Criado pela tia, que vê nele uma maravilha, e adorado por seu pai, que o considera como um porta-bandeira da velha nobreza pura e rígida, o jovem, ainda que bastante inteligente, cria o hábito de mentir, de gastar mais do que a família empobrecida lhe pode dar. O velho notário Chesnel se arranja sempre para desfazer essas dívidas e se arruína pouco a pouco por ele, chegando até a constituir economias ao nobre jovem enquanto o envia a Paris.
Mas o círculo do marquês d'Esgrignon, na província, é muito fechado (daí seu nome de "gabinete das antiguidades") e as portas não se abrem senão à nobreza de velha estirpe. Isso provoca inveja e ódio entre os arrivistas, em particular a Du Croisier (que é o personagem Du Bosquier de A Solteirona cujo nome Balzac, por um lapso ou outro motivo ignorado, mudou de um romance para o outro) que nunca foi admitido no salão d'Esgrignon e que tem ambições políticas. Du Croisier, tendo percebido as más inclinações de Viturniano, tenta induzi-lo ao erro: o jovem falsifica um documento para cobrir as imensas dívidas que ele contraiu em Paris em companhia de Diane de Maufrigneuse (Diana), princesa de Cardignan. Ainda que o faubourg Saint-Germain acolha Viturniano, ainda que Rastignac e De Marsay o apoiem (em verdade empurram-no ao jogo), ainda que ele seja o favorito da duquesa (notável caçadora de fortunas), ninguém oferece ao jovem marquês um cargo: o novo rei abandonou a família, não lhes oferecem nem mesmo as indenizações dos exilados.
Cobrado, Viturniano corria o risco de ir para a cadeia, pois devia grandes somas a Du Croisier. Mas por uma hábil manipulação do velho notário Chesnel, que tem o apoio do juiz Camusot, graças a uma intervenção inesperada da duquesa de Maufrigneuse (vestida de homem) junto à mulher de Du Croisier (descendente de velha nobreza), Viturniano é finalmente salvo, e a honra da família d'Esgrignon também é salva.
Balzac dá a entender que tudo isso não é senão provisório e que uma página da história social acaba de se fechar. Qualquer um, por maior que seja seu título, que não busca obter dinheiro por um casamento desigual com os novos ricos ou os favores do rei que dão poder, está condenado à miséria e ao esquecimento. Viturniano compreende e desposa sem hesitar a filha de Du Croisier cuja fortuna ele desperdiça em Paris, tornando-a muito infeliz. De sua parte, o narrador Emílio Blondet se elevará na hierarquia social desposando a condessa de Montcornet em Os Camponeses, evento que o autor anuncia já nesse romance, como se Balzac houvesse já composto uma parte que ficará inacabada até sua morte e que será concluída por Charles Rabou.